# Dakota (folkgrupp)

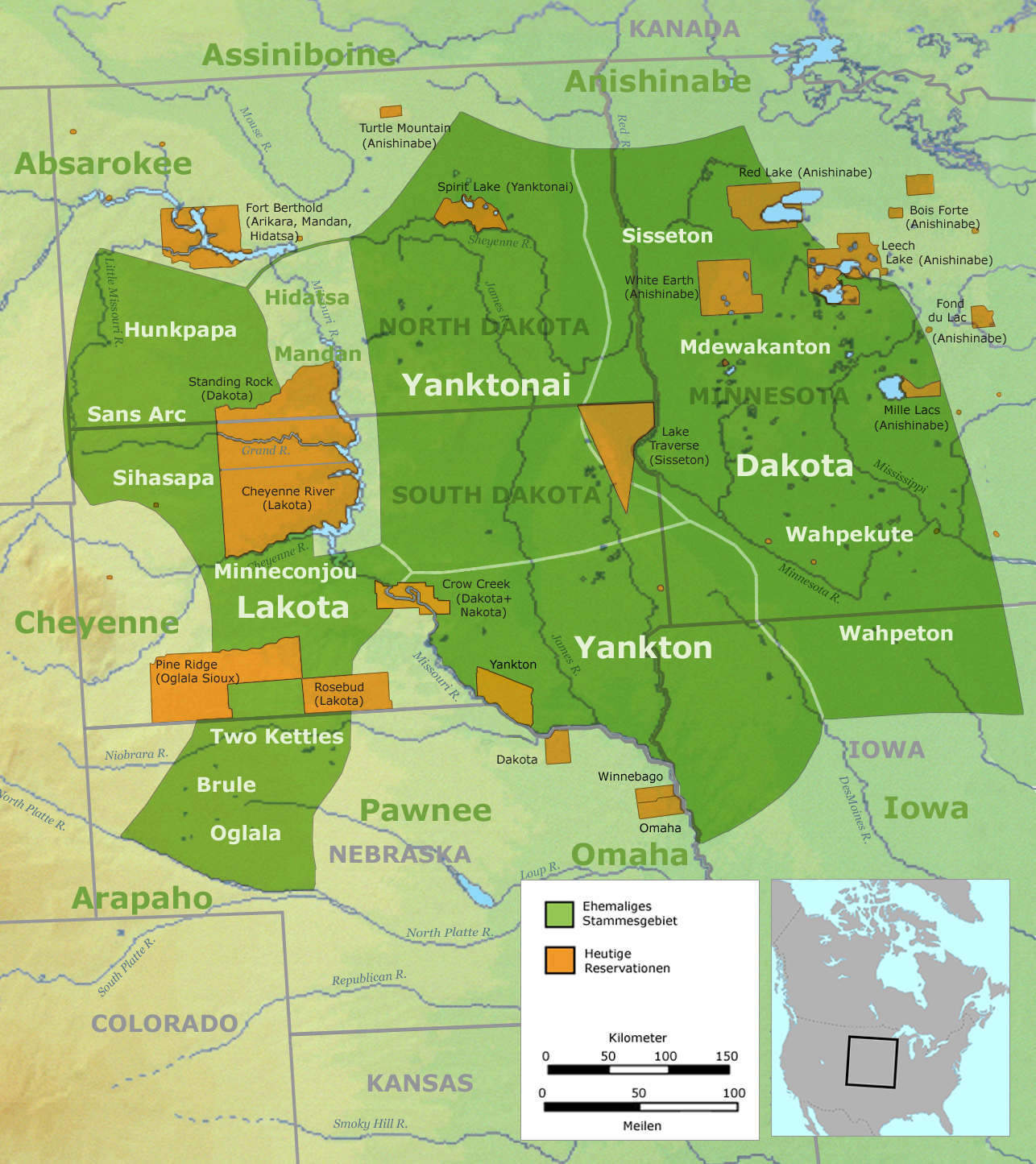
Siouxindianernas bosättningsområde. (Grönt = traditionella territorier. Orange = moderna reservat.)

Dakota - egentligen dakhótha - är en grupp ursprungsamerikaner som lever på prärien, tillhör den större siouxgruppen och som talar en dialekt av siouxspråken. De utgör den östligaste av de tre huvudgrupper i vilka sioux-folken på historiska och språkliga grunder brukar indelas. De två andra huvudgrupperna är nakota och lakota.
År 2000 definierade sig 1 771 personer i USA sig som Dakota och 2 207 som Santee. 

## Namn och etymologi
Namnet dakota är folkets namn på sig själva och betyder ungefär "allierad" eller "vän" på dakota. Dakotas alternativa namn santee kommer från orden isan t'i, vilket ungefär betyder "de som bor vid kniven", där kniven refererar till en sjö).
Dakota-folket består av totalt sex stammar. 
De fyra stammar i öst som även går under namnet Santee är följande :
- Bdewákhaŋthuŋwaŋ (Mdewak'ant'unwan) - Andesjöbyn
- Waȟpékhute (Wahpek'ute) - Lövskyttar
- Sisíthuŋwaŋ (Sisseton) - Fiskfjällsbyn
- Waȟpékthuŋwaŋ (Wahpet'unwan) - Lövbyn

De två stammarna i väst (som ibland av misstag räknas till nakota på grund av hur man uttalar dakota) är:
- Yankton - byn vid slutet[4]

- Yanktonai - den lilla byn vid slutet[5]